# Щелепи 4: Помста
«Щелепи 4: Помста» (англ. Jaws: The Revenge) — американський фільм жахів Джозефа Сарджента, третій сиквел фільму Стівена Спілберга Щелепи.
Щелепи 4: Помста отримав найменше фінансування зі всіх фільмів франшизи. Через численні недопрацювання в сюжеті та невідповідності між подіями фільм вважається одним з найгірше зроблених фільмів. Фільм отримав рідкісну нульову (0 %) оцінку на сайті рецензій кіно, Rotten Tomatoes (на відміну від оригінального фільму Щелепи, в якого рейтинг 98 %). Щелепи 4 номінувався на сім Малинок.

## Сюжет
Шеф поліції Мартін Броді помирає від серцевого нападу. Його молодший син гине, зіткнувшись із великою білою акулою. Мати Шона Еллен переконана, що акула мстить її сім'ї.
Місіс Броді летить на Багами, де її старший син Майкл працює морським біологом, щоб попередити про небезпеку.